# زوينة الكلباني
زوينة بنت سعيد بن راشد الكلباني روائية وكاتبة عمانية.

## نشاطات ومشاركات
- عضو مجلس أمناء «المركز التربوي للغة العربية لدول الخليج» منذ عام 2013.
- عملت كمدرسة، ومشرفة لغة عربية في مدارس سلطنة عمان.
- شغلت عضوية المناهج التعليمية في اللغة العربية في «المديرية العامة لتطوير المناهج».
- عملت كباحثة تربوية، وخبيرة تربوية في مكتب وزيرة التربية والتعليم.
- تولت منصب رئيس الفريق التنسيقي بين «وزارة التربية والتعليم العمانية» و«اللجنة الوطنية للشباب» عام 2013.
- صدر لها العديد من الروايات، منها: «ثالوث وتعويذة» عام 2011، و«في كهف الجنون تبدأ الحكاية» عام 2012، و«الجوهرة والقبطان» عام 2014، و«أرواح مشوشة» عام 2017.
- نشرت العديد من القصص القصيرة في الملاحق الثقافية بالصحف المحلية بين 1989-1991.
- قامت بمسرحة المناهج المدرسية وتقديمها في الفعاليات التربوية في «وزارة التربية والتعليم».
- قدمت كتابات درامية للإذاعة العمانية، وتمثيليات إذاعية، منها: مسلسل إذاعي بعنوان «رُحماك قدري» 30 حلقة عام 1990.
- شاركت في وضع معايير المناهج العمانية عام 2014.[1]
- شاركت في مؤتمر بناء المناهج التربوية المعاصرة في تنمية مهارات الإبداع والابتكار في الفترة من (1-5- 10-2005) في القاهرة.
- شاركت في مؤتمر التربية على حقوق الإنسان مقاربة مبنية على تطبيق تربية حقوق الإنسان في الأنظمة المدرسية بالدول العربية في الفترة من (20 – 23 فبراير 2006) في تونس.
- شاركت في تنظيم وإعداد فيلم افتتاح ندوة اللغة العربية الدولية الثانية (القراءة تعليمًا وتعلمًا) في الفترة من 19-21 ديسمبر 2011 والتي نظمتها وزارة التربية والتعليم العمانية.[2]

## شهادات
- بكالوريوس في التربية تخصص لغة عربية من جامعة السلطان قابوس.
- ماجستير في مناهج وطرائق تدريس اللغة العربية عام 1998 من جامعة السلطان قابوس.
- دكتوراه في الدراسات التربوية تخصص تكنولوجيا التعليم عام 2010 من «معهد البحوث والدراسات العربية» في القاهرة.[1]

## جوائز
جائزة المرأة العربية المتميزة في حقل الابداع الأدبي، في الدورة السادسة من بين عشرة مقاعد في حقول العمل والابداع المتنوعة، توزعت على عدد من الاقطار العربية التي تعد أهم جائزة تقدم للنساء المتميزات والتي انطلقت دورتاها الأولى والثانية من رحاب جامعة الدولة العربية منذ عام 2005.

## مؤلفات
| عنوان الكتاب               | اللغة   | الناشر                          | سنة النشر | عدد الصفحات | الرقم الدولي         | المصدر            |
| -------------------------- | ------- | ------------------------------- | --------- | ----------- | -------------------- | ----------------- |
| ثالوث وتعويذة              | العربية | المؤسسة العربية للدراسات والنشر | 2011      | 175         | (ردمك 9789953361401) | [ 4 ] [ 5 ]       |
| في كهف الجنون تبدأ الحكاية | العربية | المؤسسة العربية للدراسات والنشر | 2012      | 180         | (ردمك 9786144190448) | [ 6 ] [ 7 ] [ 8 ] |
| أرواح مشوشة                | العربية | المؤسسة العربية للدراسات والنشر | 2017      | لا يوجد     | (ردمك 9786144197356) | [ 9 ] [ 10 ]      |
| الجوهرة والقبطان           | العربية | بيت الغشام للنشر والترجمة       | 2014      | 208         | (ردمك 9789996955792) | [ 11 ]            |